# Деркачка
Деркачка — річка  в Україні, у Гайсинському й Теплицькому районах Вінницької області, ліва притока Сури  (басейн Південного  Бугу).

## Опис
Довжина річки 9 км. Формується з багатьох безіменних струмків та водойм.  

## Розташування
Бере  початок у селі Розівці. Тече переважно на південний схід через Шиманівку і у Соболівці впадає у річку Суру, ліву притоку Південного Бугу.